# Magnussoft
Magnussoft GmbH é uma companhia alemã que desenvolve jogos para computadores pessoais.
Recentemente o magnussoft possui agora os direitos o sistema operacional ZETA. Após o demise do yellowTAB, o magnussoft financiou também o desenvolvimento do ZETA conduzido por Bernd Korz. Entretanto,  em Março 26 de 2007, a companhia anunciou que tinham interrompido o ZETA porque as vendas tinham sido abaixo das expectativas e, conseqüentemente, o projeto era economicamente inviável longo prazo.